# Vriesea triligulata
Vriesea triligulata är en gräsväxtart som beskrevs av Carl Christian Mez. Vriesea triligulata ingår i släktet Vriesea och familjen Bromeliaceae. Inga underarter finns listade i Catalogue of Life.